# Чукљеник (брдо)
Чукљеник је брдо код Лебана, с врхом на надморској висини од 432 m. Северна страна Чукљеника је обрасла боровом шумом, док је јужна скоро потпуно празна и она последњих година представља дом за викендице које су у власништву оближњих Лебанаца. Ово брдо је једино (од 4 брда која окружују Лебане) које није насељено. Један од разлога томе био је план градских челника, за време СФРЈ, о развоју зимског туризма у Лебану. У том циљу су, на јужној страни Чукљеника, направили омању ски-стазу дужине око 300 m и поставили моторе за мини−жичару. План, међутим, није никада заживео, а као спомен на то време остали су голи темељи жичаре и понеки скијаш у зимском периоду.